# Исав де Буондельмонти
Исав де Буондельмонти (итал. Esaù de' Buondelmonti; греч. Ησαύ Μπουοντελμόντι; ум. 6 февраля 1411) — деспот Янины (осколок Эпира) с 31 января 1385 по 6 февраля 1411 годы.

## Происхождение
Исав был сыном флорентийского аристократа Маненте Буондельмонти и Лапы Аччаюоли (сестры властителя Коринфа Николло Аччаюоли).

## Обретение власти
Исав в поисках удачи прибыл в Грецию к своему дяде, но в конце 1378 года в битве он был пленён правителем Янины Фомой Прелюбовичем. Проведя несколько лет в плену, Буондельмонти наследовал его владения 31 января 1385 года и женился в феврале 1385 года на вдове государя — Марии Ангелине Дукине Палеолог.

## Правление в Янине
Исав отказался от тиранической политики своего предшественника Фомы Прелюбовича. Однако ближайшие сторонники Фомы попали в опалу. Так, например протобестиариус Михаил Апсарас был заключён в тюрьму вместе со своей семьёй. Затем его ослепили и отправили в изгнание. Все политзаключённые при Прелюбовиче были освобождены. Исав восстановил в должности ссыльного митрополита Янины Матфея и вернул ему всё имущество. Налоги были снижены, а штрафы смягчены. Митатон, принудительный сбор на содержание армии, был отменён. Все наследственные владения были возвращены их законным владельцам. Чувствуя шаткость своего положения в государстве, населённым православными греками, албанцами и сербами, Буондельмонти принял православную веру.
Также Исав вступил в переговоры с Византийской империей, прося покровительство и признание от Иоанна V Палеолога. Император согласился и даровал Буондельмонти титул деспот. К концу 1385 года византийский чиновник прибыл в Янину с регалиями деспота. После этого состоялась официальная коронация и обряд Исава, которые осуществляли епископы Янинского деспотата при содействии митрополита Матфея. Таким образом, признание Византии и дарованный титул деспота укрепил положение Буондельмонти на престоле Янины.
Между тем договориться с албанцами было гораздо труднее. В 1385 году Исаву удалось заключить мир с артским деспотом Гин Буа Шпатой. Однако к северу и западу от Янинского деспотата были другие албанские племена, ожидающие момента для атаки. Как отметил Фома Прелюбович турки-османы были единственной силой, который могли напугать и привести к покорности албанцев. Более того османы уже начали покорение Греции. Так, например турецкие силы проникли в южную Македонию и северную Фессалию. В 1386 году они заняли города Китрос и Ларису. В этих условиях деспот Исав решил предотвратить их продвижение к Янине. Он стал искать поддержку в Османской империи, и в 1386 году принёс оммаж султану Мураду I. Но ситуация продолжала оставаться нестабильной и после этого союза, когда в 1389 году в битве на Косовом поле султан был убит. К власти в Османской империи пришёл Баязид I. И хотя Буодельмонти принёс оммаж новому султану, ситуация в Янине была не определённой.
7 июля 1389 года деспот Гин Шпата напал на Янину и осадил её. Должно быть, он знал, что Исав договорился с Мурадом I. И, когда султан был убит, Шпата полагал, что Янинский деспотат был лишён своего турецкого покровителя. Албанцы на севере также посчитали, что наступил благоприятный момент для атаки. Малакасийцы присоединились к Шпате, уничтожив виноградники деспотата и захватили Бельцисту, город расположенный в двенадцати милях к северо-западу от Янины. Епископ Беласа был настолько напуган, что он договорился с Гин Шпатой и позволил албанцам занять небольшую крепость в его епархии. После этого артский деспот напал на Янину с озера, потопив одну из лодок Исава. Но вскоре по приказу султана Баязида I, на помощь Янине подоспели турки-османы под предводительством Мелкуца и войско фессалийского правителя Алексея Ангела Филантропена, признавшего вассальную зависимость от султана. Совместными силами албанцы были изгнаны из деспотата.
После этого Исав был вызван ко двору Баязида I. В октябре 1389 янинский деспот отправился к султану, предположительно в Эдирне. Исав оставался там 14 месяцев после чего ему было позволено вернуться в Янину. Чем занимался Буодельмонти при дворе Баязида источники не сообщают. Во время отсутствия деспота Исава, албанцы ни разу не нападали на Янинский деспотат. Буодельмонти вернулся с турецкой армией, которой командовал один из самых опытных полководцев Османской империи, Гази Эвренос-Бей. Они прошли через Артский деспотат, чтобы иметь представление о владениях Гин Буа Шпаты, и достигли Янины 4 декабря 1390 года. После этого Янинская хроника отмечает, что Янина провела четыре года в мире и процветании.
28 декабря 1394 года умерла жена Исава Мария Дукиня. Архонты убедили Буодельмонти жениться на Ирине — дочери артского деспота Гин Буа Шпаты, тем самым упрочив положение Янины. Свадьба состоялась 4 января 1396 года. Однако это событие вызвало недовольство турок-османов. Так Эвренос-Бей сражался с албанским племенем зеневеши, которым активно помогал Шпата. Между тем участились набеги малакасийцев и зеневешей, которыми руководил правитель Гирокастра Гин Зенебиши.
Чтобы покончить с этими набегами, в апреле 1399 года деспот Исав собрал войско и выдвинулся в поход против Гин Зенебиши. Буодельмонти добрался до Месопотамона. Однако 9 апреля албанцы Гина Зенебеши окружили войско Исава и взяли янинского деспота в плен. Зенебеши потребовал максимально возможного выкупа за Буодельмонти. Весть о поражении и пленении Исава вскоре стала известна во Флоренции и Венеции. Флорентийский сенат стал собирать деньги за освобождение янинского деспота. В свою очередь Венецианская республика решила выступить посредником в переговорах с правителем Гирокастра. Через 4 месяца Исав был освобождён и доставлен на Корфу, где он провёл несколько дней. После этого Исав перешёл в Арту, где был тепло встречен своим тестем, Гин Шпатой. После этого Буодельмонти прибыл в Янинский деспотат 17 июля 1399 года.
29 октября 1399 или 1400 года, Гин Буа Шпата умер. Артский деспотат пришёл в упадок. Престол Арты перешёл к его брату Сгуру Буа Шпате. Но уже через несколько дней он был свергнут неким Вонкой. В свою очередь он был изгнан внуком покойного Гина, Муриком Буа Шпатой в декабре 1401 года. В то же время Сгур Буа Шпата стал независимо править в Ангелокастроне и Лепанто на юге. С ними вёл войну племянник Исава граф Кефалии и Закинфа Карло I Токко, который к 1408 году захватил у албанцев всю Акарнанию с центром в городе Ангелокастрон.
В 1402 году Исав развёлся с Ириной дочерью Гина Шпаты и женился на сербской женщине Евдокии Балшич. Мурик Буа Шпата, возможно, негодовал по поводу этого недружественного акт; но в то время он нуждался в помощи Буодельмонти для борьбы с набегами Карло I Токко на Арту и Акарнанию. Исав был готов помочь правителю Арты, так как считал военные действия Карло опасными для своего Янинского деспотата. Он заключил союз с Муриком, организовав династический брак около 1410 года. Его сын Джорджо женился на дочери Шпаты.
Исав договорился с Муриком, что в случае победы над Карло, Янинсчкий деспотат получит город Лефкас. Однако Токко попытался перехитрить своего дядю. Карло I также решил заключить союз с Муриком. Токко боялся, что турки захватят Арту раньше, чем он. Он предложил Шпате, чтобы одна из его незаконнорождённых дочерей вышла замуж за сводного брата Мурика, Карло Марчесано. Свадьба состоялась в Рогои в феврале 1411 года. Однако союз почти сразу же рухнул. Во время свадебного пиршества, из Янины поступило известие о том, что деспот Исав умер 6 февраля 1411 года. Янину унаследовал его сын Джорджо, которому было всего семь лет. Он был помолвлен с дочерью Мурика. Вдова Исава, сербка Евдокия Балшич стала править государством в качестве регента.

## Семья
От первых двух браков — с Марией Ангелиной Дукиней Палеолог и Ириной Буа Шпатой Исав не имел наследников. Лишь от третьего брака с Евдокией Балшич у него было трое детей, включая:
- Джорджо де Буондельмонти — наследовал владения отца в Янине.